# Réserve nationale de faune de Blue Quills
La réserve nationale de faune de Blue Quills (anglais : Blue Quills National Wildlife Area) est une réserve nationale de faune du Canada située dans le comté de Saint-Paul no 19, en Albeta. Cette petite aire protégée de 97 ha protège et de gérer le couvert de nidification dans les hautes terres pour les oiseaux migrateurs et de gerer un couvert de végétation typique de la région. Elle a été créée en 1968 et elle est administrée par le service canadien de la faune.